# Зелена Поляна (Троїцький район)
Зеле́на Поля́на (рос. Зелёная Поляна) — село у складі Троїцького району Алтайського краю, Росія. Входить до складу Зеленополянської сільської ради.

## Населення
Населення — 693 особи (2010; 844 у 2002).
Національний склад (станом на 2002 рік):
- росіяни — 86 %